# Lysette van Geel
Lysette van Geel (Amsterdam, 1 oktober 1981) is een voormalig tv-presentatrice. Ze is journalist en kinderboekenschrijver.

## Journalistiek
Van Geel studeerde Algemene Cultuurwetenschappen aan de Vrije Universiteit in Amsterdam. Ze was sinds 2006 verslaggeefster en presentator bij het NOS Jeugdjournaal en het Schooltv-weekjournaal. Sinds 2018 werkte ze voor het radioprogramma Met het Oog op Morgen. Nu werkt ze bij het NOS Nieuws van de Week, een journaal van de NOS in makkelijke taal.
In 2016 maakte ze de minidocu Shaza's Qanun. De film werd vertoond bij Zapp Echt Gebeurd op NPO 3, op het MOOOV-festival 2017 in Brugge en in het Red Star Line Museum in Antwerpen. De documentaire werd in België opgenomen in scholenprojecten over vluchtelingen en migratie. 

## Kinderboeken
In 2017 maakte Van Geel haar debuut als kinderboekenschrijfster met De vlucht van Omid. Het boek werd genomineerd voor de Hotze de Roosprijs 2018.
In 2019 verscheen haar tweede boek Operatie oma Sjannie. Het kwam in de tiplijst van de Nederlandse Kinderjury. Operatie oma Sjannie is in 2021 vertaald in het Litouws en heeft daar een tweede druk gekregen.
In 2021 verscheen haar prentenboek Ik bepaal! Zij schreef de teksten, Aron Dijkstra maakte de illustraties.
In 2021 verscheen haar kinderboek Groetjes uit Zeerijp dat zich afspeelt in Zeerijp, in het aardbevingsgebied in Noordoost-Groningen.
In 2023 verscheen haar kinderboek Mijn moeder is een dekbed, over het thema opgroeien in armoede. Tineke Meirink maakte de illustraties met gevonden voorwerpen.
In 2024 verscheen het boek HVJ, over de impact van pesten. Joost Stokhof maakte de illustraties.